# Fernando Tomás de Páramo Gómez
Fernando Tomás de Páramo Gómez (Granada, 25 de novembre de 1987) és un advocat, periodista i polític català d'origen andalús. Fou diputat al Parlament de Catalunya pel partit Ciutadans en l'onzena i dotzena legislatures. Fou també diputat al Congrés dels Diputats d'Espanya durant la breu XIII legislatura.

## Biografia
Nascut a Granada, es va criar al barceloní barri de Pedralbes. És llicenciat en Dret i Periodisme per la Universitat Abat Oliba CEU de Barcelona, màster per la Universitat de Navarra-IESE, especialitzat en gestió d'empreses de Comunicació a Madrid i Nova York.
És advocat membre del Col·legi d'Advocats de Barcelona, professor de comunicació televisiva a l'ESERP Business School de Barcelona i director de programes de ràdio i de televisió com La Veu del Soci a 25 tv, Temps de Luxe a Onda Cero i Radio Marca Barcelona. Des de 2005 és membre de la Fundació del Reial Madrid.
És membre del consell assessor de la Jove Cambra d'Empresaris de Barcelona. Secretari de comunicació de Ciutadans i membre de la seva executiva des de 2014, fou elegit diputat a eleccions al Parlament de Catalunya de 2015. Se'l considera una de les persones del nucli dur d'Albert Rivera i Inés Arrimadas.
A les eleccions al Parlament de Catalunya de 2015 fou elegit diputat per Ciutadans on va ser el portaveu adjunt de Ciutadans, repetint el 2017, quan seria la llista més votada.
El juliol de 2018 va deixar el seu escó al Parlament de Catalunya i es va establir a Madrid, amb l'objectiu de gestionar la direcció de campanyes del seu partit.
A les eleccions generals del 28 de maig de 2019 es presentà per la circumscripció de Barcelona a la candidatura liderada per Inés Arrimadas aconseguint un dels quatre escons de Ciutadans.
A les eleccions generals del 10 de novembre de 2019 va repetir candidatura al Congrés dels Diputats obtenint també l'escó. No obstant això, els resultats del seu partit a aquestes eleccions i consegüent dimissió del seu líder, Albert Rivera, van fer que mai arribés a recollir l'acta de diputat, presentant la seva renúncia a la vida política el 21 de novembre de 2019.

## Publicacions
- 2014 - Juntos Podemos, co-escrit amb Albert Rivera. ISBN 9788467040487